# Sven Kærup Bjørneboe
Pour les articles homonymes, voir Bjørneboe.
Sven Kærup Bjørneboe, né le 11 juin 1943 à Kristiansand, est un écrivain, essayiste, et traducteur norvégien,.

## Biographie
Sven Kærup Bjørneboe est né et a grandi à Kristiansand. Il a étudié l'histoire de l'art et des religions à l'université d'Oslo et habite désormais sur l'île de Skåtøy.

## Carrière
Il commence sa carrière d'écrivain en 1967 avec l'essai Brud og brudgom. En 1986, il reçoit le Grøndahlprisen pour son œuvre Våre spor slettes ut. En 1996, il reçoit le prix Brage en catégorie ouverte pour son récit de voyage intitulé Jerusalem. En sentimental reise (« Jérusalem, un voyage sentimental »). Un de ses autres récits de voyage, Med meg selv i kofferten. Grand tour. Istanbul og Damaskus (2010), a également reçu beaucoup d'attention.
Sven Kærup Bjørneboe est le neveu de Jens Bjørneboe, de qui il a écrit la biographie en 2001.
En parallèle avec sa carrière d'auteur, Sven Kærup Bjørneboe a également traduit des ouvrages de littérature étrangère, notamment de philosophes et auteurs tels que Otto Weininger, Joseph Conrad ou Georges Bernanos.

## Œuvres

### Non-fiction
- Brud og brudgom, 1967
- I tvillingens tegn, 1970
- Oss svermere imellom, 1993
- Jerusalem. En sentimental reise 1996
- De store bortforklaringer, 1978
- Meld deg ut, 1981
- Flukten til det virkelige, 1984
- Våre spor slettes ut, 1986
- In Extremis, 1987
- Essays 1988
- Om opprør og opprørs-ånd, 1989
- De siste spørsmål, 1999
- Det nye opprør, 2000
- Onkel Jens, 2001
- Ung mann i lang frakk, 2003
- Allahs krigere: terror og ekstase, 2006
- Med meg selv i kofferten: grand tour, Istanbul og Damaskus, 2010

### Fiction
- Skjærgårdsfolk. Et skilderi, 1998
- Skjærgårdsmesse, 2001
- Gjensyn og Klage, 2005

## Traductions
- Otto Weininger, Kjønn og karakter, 1977
- Georges Bernanos, Alt håp til rebellene, 1980
- Joseph Conrad, Razumov, 1978

## Prix
- 1986 – Grøndahlprisen
- 1996 – Prix Brage
- 2001 – Det norske akademi for Sprog og Litteraturs pris
- 2009 – Pareliusstipendiet